# Storena tikaderi
Storena tikaderi là một loài nhện trong họ Zodariidae.
Loài này thuộc chi Storena. Storena tikaderi được Patel & C miêu tả năm 1989. Adinarayana Reddy.